# Luca Porro
Luca Porro (Genova, 9 maggio 2004) è un pallavolista italiano, schiacciatore del Modena.

## Biografia
Suo fratello Paolo è anch'egli un pallavolista.

## Carriera

### Club
La carriera di Luca Porro inizia nella stagione 2018-19 nel Colombo Genova, in Serie B. Nell'annata 2021-22 si trasferisce al Prata, in Serie A3, con cui vince la Coppa Italia di categoria e ottiene la promozione in Serie A2, categoria dove milita con lo stesso club a partire dal campionato 2022-23.
Nella stagione 2023-24 viene ingaggiato dal Padova, esordendo in Superlega; gioca nella stessa divisione anche per l'annata 2025-26, vestendo la maglia del Modena.

### Nazionale
Nel 2019 viene convocato nella nazionale italiana under 17, mentre nel 2020 è in quella under 18 con cui vince la medaglia d'oro al campionato europeo, venendo premiato sia come miglior schiacciatore che come MVP. Nel 2021 fa parte della selezione under 19 e nel 2022 di quella under 20, conquistando la medaglia d'oro sia al XVI Festival olimpico estivo della gioventù europea, che al campionato continentale, premiato nuovamente come miglior schiacciatore.
Nel 2024 ottiene le prime convocazioni nella nazionale maggiore, partecipando nello stesso anno ai Giochi della XXXIII Olimpiade, mentre, l'anno successivo, conquista l'argento alla Volleyball Nations League.

## Palmarès

### Club
- Coppa Italia di Serie A3: 1

2021-22

### Nazionale
- Campionato europeo under 18 2020
- Festival olimpico estivo della gioventù europea 2022
- Campionato europeo under 20 2022

### Premi individuali
- 2020 - Campionato europeo under 18: MVP
- 2020 - Campionato europeo under 18: Miglior schiacciatore
- 2022 - Campionato europeo under 20: Miglior schiacciatore